# Diamantinasaurus

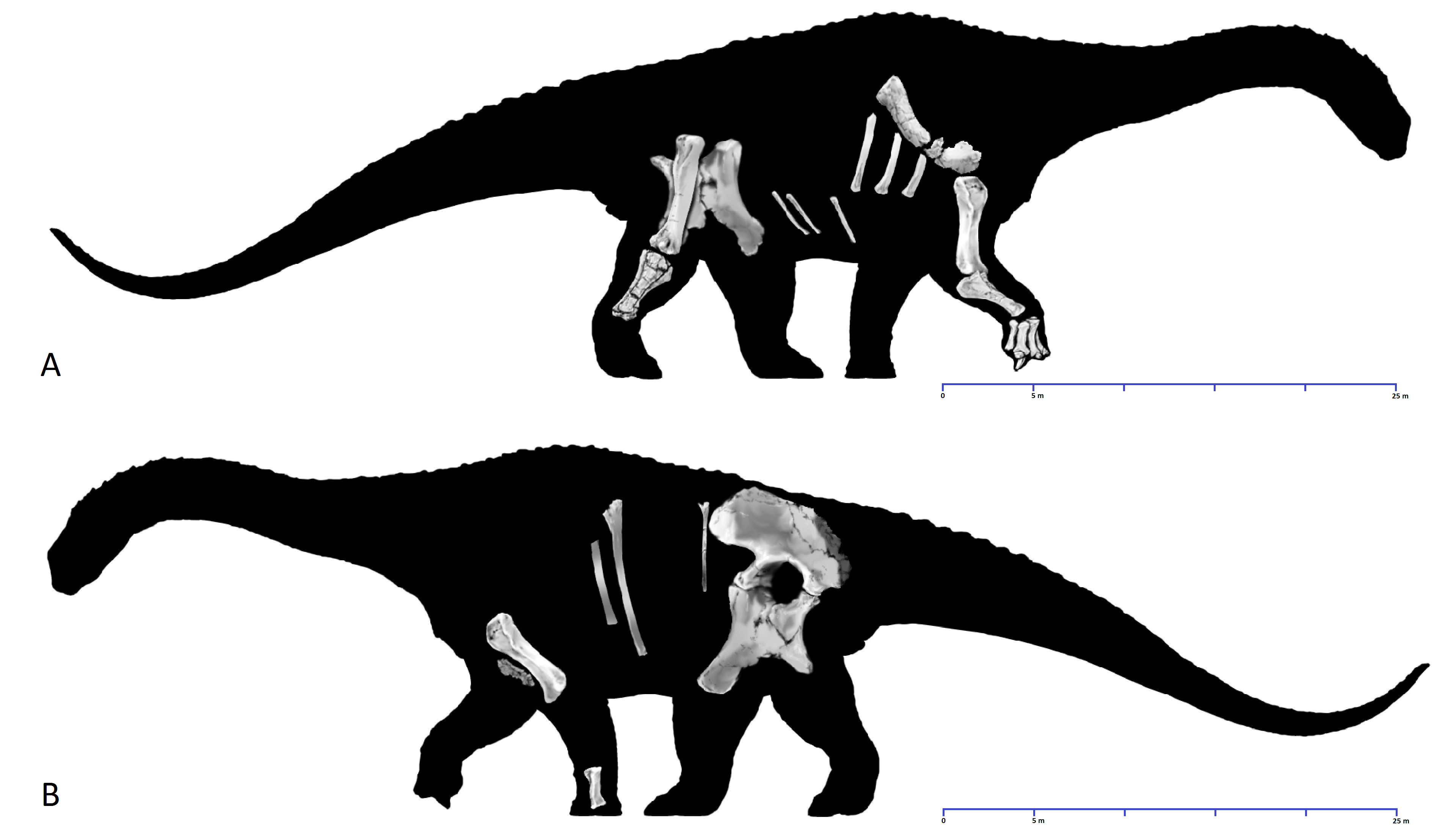
Skelettrekonstruktion von Diamantinasaurus. A: rechte Seite, B: linke Seite. Aus Hocknull und Kollegen, 2009.

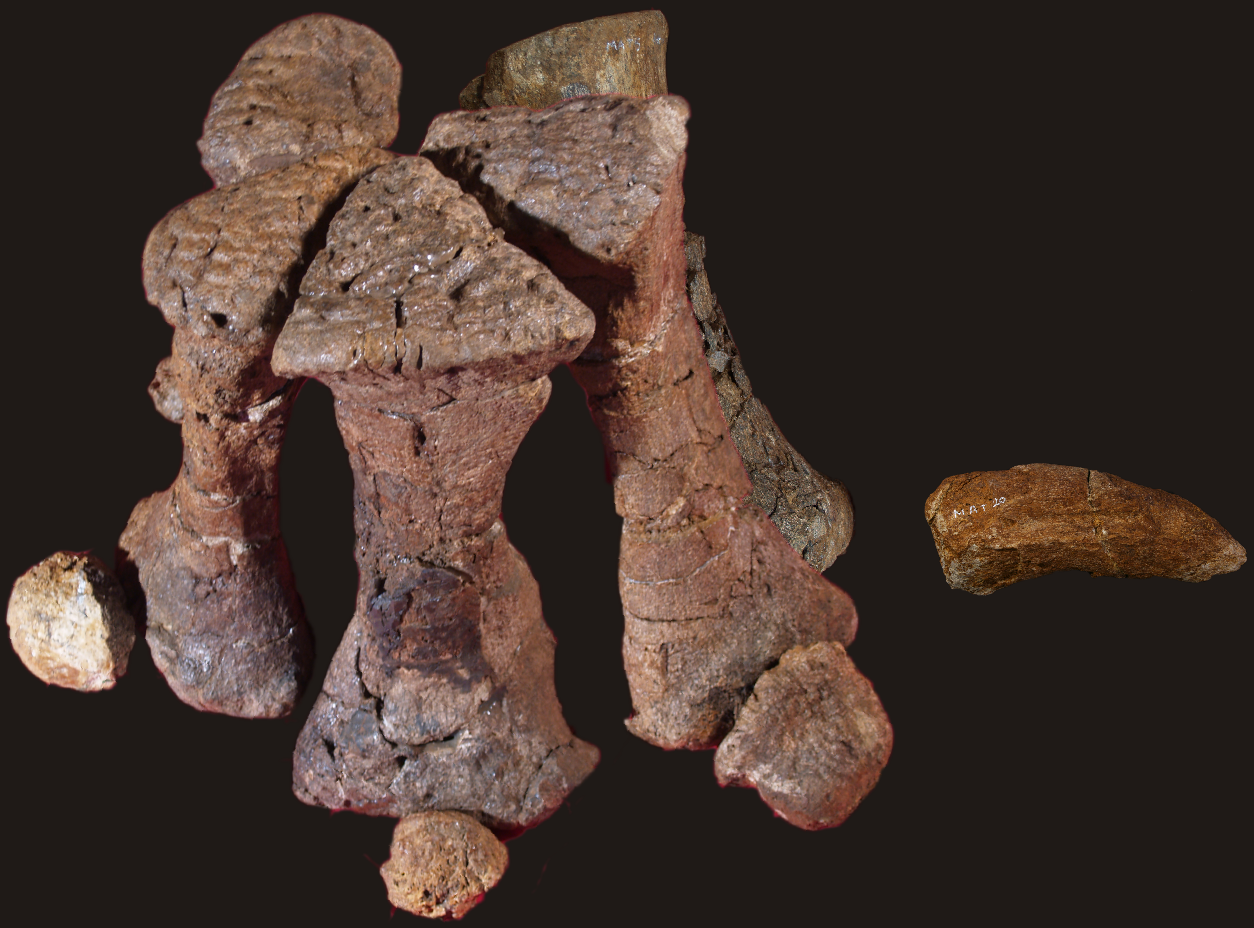
Handskelett von Diamantinasaurus inklusive Handkralle (rechts im Bild). Aus Hocknull und Kollegen, 2009.

Diamantinasaurus ist eine Gattung sauropoder Dinosaurier aus der Gruppe der Titanosauria, die in der Unterkreide Australiens lebte.
Diese Gattung wurde 2009 mit der einzigen Art, Diamantinasaurus matildae, erstmals wissenschaftlich beschrieben. Bisher ist ein fragmentarisches, schädelloses Skelett bekannt, das aus dem Schultergürtel, dem Vorderbein, dem Becken sowie Teilen der Hinterbeine besteht und aus dem späten Albium der Winton-Formation von Queensland stammt.
Diamantinasaurus war ein abgeleiteter (moderner) Titanosaurier, der zur Gruppe Lithostrotia gezählt wird; dieselbe Gruppe, die auch die besser bekannten Gattungen Opisthocoelicaudia und Saltasaurus enthält. Einzigartig für einen abgeleiteten Titanosauria ist das Vorhandensein einer Handkralle.

## Merkmale
Diamantinasaurus wurde etwa 16 Meter lang. Diese Gattung lässt sich durch eine einzigartige Kombination von Merkmalen von anderen Gattungen abgrenzen. So war das Schulterblatt (Scapula) flach und im Querschnitt rechteckig. Die oberen Bereiche der Rippen waren pneumatisiert, das heißt mit zahlreichen luftgefüllten Kammern durchzogen. Der Oberarmknochen (Humerus) und die Elle (Ulna) waren sehr gedrungen – so betrug die Dicke des oberen (proximalen) Endes des Oberarmknochens etwa 50 % seiner Gesamtlänge. Die unteren Gelenkknorren des Oberarmknochens waren flach und verbunden. Die Mittelhandknochen (Metacarpalia) waren massiv, zeigten ungeteilte Gelenkknorren und waren am unteren (distalen) Ende rau. Wie bei anderen Titanosauria waren die Fingerglieder stark reduziert: So wiesen lediglich vier der ursprünglich fünf Finger Fingerglieder auf – die Phalangenformel beträgt 2-1-1-1-0.
Am ersten Finger (Daumen) war eine Kralle (Ungual) vorhanden – damit ist Diamantinasaurus der erste Titanosauria, bei dem eine Handkralle nachgewiesen wurde. Das Fingerglied am dritten Finger war stark reduziert und gilt als Autapomorphie dieser Gattung (einzigartiges Merkmal). Das Darmbein (Ilium) war massiv und zeigte wie bei anderen Vertretern der Titanosauriformes einen keulenartigen Kamm auf der vorderen (präacetabularen) Hälfte, der senkrecht zur Achse des Kreuzbeins ausgerichtet war. Der Oberschenkelknochen (Femur) ist robust und zeigt den für Titanosauriformes typischen seitlichen Buckel. Auch Schienbein (Tibia) und Wadenbein (Fibula) waren relativ robust.
Merkmale, die eine Einordnung innerhalb der Titanosauria erlauben, schließen beispielsweise das mondsichelförmige Brustbein (Sternum) mit ein. Zudem zeigte die Elle einen Knochensporn am oberen Ende (Olekranon), der sich über die Gelenkfläche der Elle erstreckte. Des Weiteren war das Schienbein wie bei anderen Titanosauria am unteren (distalen) Ende zwei Mal so dick wie der Schaft.
Weitere Merkmale, die eine Einordnung innerhalb der Lithostrotia erlauben, zeigen sich beispielsweise am Schulterblatt, das einen 45°-Winkel mit dem Rabenbein (Coracoid) bildet, und am Oberschenkelknochen, der einen stark exzentrischen Querschnitt zeigt und dessen untere Gelenkknorren nicht senkrecht zur Schaftachse stehen, sondern relativ zur senkrechten Ausrichtung geneigt sind. Diese Merkmale des Oberschenkelknochens hängen vermutlich mit der Evolution einer weiteren Beinstellung innerhalb der Titanosauria zusammen.

## Systematik
Diamantinasaurus wird als abgeleiteter Vertreter der Titanosauria innerhalb der Gruppe Lithostrotia klassifiziert. Die systematische Position innerhalb der Lithostrotia bleibt unklar – so wird diese Gattung vorläufig als Lithostrotia incertae sedis geführt.

## Fund und Namensgebung
Die Knochen wurden zwischen 2006 und 2009 von Grabungen des Australian Age of Dinosaurs Museum of Natural History und des Queensland Museum geborgen. Diese Grabungen brachten an insgesamt zwei Fundstellen mindestens zwei weitere neue Dinosaurierspezies zum Vorschein: den Titanosauriformen Wintonotitan sowie den Allosauroiden Australovenator. Dinosaurierfunde aus Australien sind verglichen mit den zahlreichen Funden anderer Kontinente extrem selten. Die Forscher sehen jedoch in Australien ein großes Potential für weitere Entdeckungen.
Das gefundene Skelett (Holotyp, Exemplarnummer AODF 603) besteht aus dem Schulterblatt, Brustbein, Oberarmknochen, Elle, einem fast kompletten Mittelfuß, Fingergliedern, einer Kralle, Rippen, fragmentarischen Bauchrippen (Gastralia), Darmbein, Elementen des Kreuzbeins, Schambein, Sitzbein, Oberschenkelknochen, Schienbein, Wadenbein sowie einem Sprungbein (Astragalus).
Das Skelett stammt aus der „Matilda-Fundstelle“, die sich etwa 60 km nordwestlich der Stadt Winton im westlichen Queensland befindet. Stratigraphisch gehören die Gesteine der Fundstelle zur untersten Winton-Formation, die im späten Albium abgelagert wurde. Die Fossilien fanden sich zwischen zwei Lagen aus Sandstein innerhalb einer Lage aus tonigem Sediment. Diese Sedimente werden als die Ablagerungen eines Altarms – eines abgeschnittenen Flussarms (oxbow lake) – interpretiert. Neben den Diamantinasaurus-Fossilien enthielt der Fundort das Skelett von Australovenator, das bisher vollständigste Skelett eines Theropoden aus Australien. Des Weiteren enthält der Fundort die Überreste von Fischen, Krokodilartigen, Schildkröten und Muscheln.
Der Name Diamantinasaurus („Echse vom Diamantina-Fluss“) weist auf den Fluss Diamantina in der Nähe der Fundstelle. Das Artepitheth matildae weist auf das bekannte australische Volkslied „Waltzing Matilda“, das der Dichter Banjo Paterson 1895 in Winton schrieb und als offizielle australische Nationalhymne vorgeschlagen wurde.